# Florham Park
Florham Park ist ein Borough im Morris County in New Jersey in den USA. Das U.S. Census Bureau ermittelte bei der Volkszählung 2020 eine Einwohnerzahl von 12.585.

## Geschichte
Im Zuge einer neuen Regelung der Legislatur von New Jersey wurde Florham Park am 9. März 1899 zu einem Borough.

## Wirtschaft
Neben den nach Claude Elwood Shannon benannten AT&T Shannon Research Labs und den Unix System Laboratories hat auch die Anwaltskanzlei DLA Piper hier eine Niederlassung und BASF seinen Amerikasitz. Die Bewohner von Florham Park genießen verhältnismäßig geringe Steuersätze.

## Sport
Seit 2008 wird Florham Park von den  New York Jets als Trainingsort genutzt.

## Bildung
Weite Teil der formell in Madison beheimateten Fairleigh Dickinson University sind in Florham Park angesiedelt.

## Kultur
Florham Park verfügt über eine große öffentliche Bücherei. Außerdem gibt es ein kleines Schulgebäude, das Little Red Schoolhouse aus dem 19. Jahrhundert zu besichtigen.

## Persönlichkeiten
- Daniel Keim (* 1965), Informatiker
- Neil Sloane (* 1939), Mathematiker
- Mark Guiliana (* 1980), Jazz-Musiker